# Rambo III (игра)
Rambo III — компьютерная игра в жанре action. Основывается на фильме 1988 года «Рэмбо 3».

## Обзор игры
Игра представляет собой action с элементами авиасимулятора и логических игр. В игре используется графика с применением изометрической проекции и режима top-down, а также трёхмерная графика. Игровые экраны сменяют друг друга в горизонтальной и вертикальной плоскости по мере того, как персонаж выходит за пределы экрана.
По сюжету, герой игры, Джон Рэмбо, должен покинуть Афганистан, добравшись до границы государства.
Уровни в игре делятся на два типа. Первый (первые два уровня) — это замкнутые локации, на которых присутствуют противники (солдаты) и полезные предметы. Действие уровней происходит внутри или снаружи того или иного здания, состоящего из коридоров и комнат, соединённых дверьми. Второй тип представлен только на одном, третьем (финальном), уровне; персонаж находится в кабине вертолёта, летящего на малой высоте, и уничтожает атакующих его солдат и боевую технику (вертолёты Ми-24, танки Т-72), а также мины. Важно не дать противникам приблизиться слишком близко к машине. В отличие от предыдущих уровней, игровой мир на финальном уровне отображается от третьего лица.
Персонаж вооружён автоматом, луком, ножом и гранатами. Противники также имеют при себе автоматы.
Помимо оружия, в ходе игры персонаж собирает и в дальнейшем использует различные предметы. Например, аптечка нужна для пополнения запаса здоровья, ключ — чтобы открывать запертые двери, и т. д. Собранные на данный момент предметы и текущее оружие отображаются на игровом интерфейсе внизу экрана.
В игре также присутствуют логические элементы — к примеру, чтобы отключить сигнализацию, необходимо отыскать выключатель.

### Master System
Игра представляет собой шутер от первого лица с горизонтальным сайд-скроллингом (игровые экраны сменяют друг друга слева направо). Также присутствуют элементы авиасимулятора с видом от третьего лица.
По сюжету, герою нужно добраться до вражеского главаря и уничтожить его.
Уровни в игре — локации, на которых присутствуют многочисленные противники. В течение шести уровней персонаж перемещается по различным территориям, уничтожая врагов-солдат, а затем, на седьмом уровне, садится в вертолёт и расстреливает атакующую его боевую технику — танки и вертолёты.
Персонаж вооружён автоматом (АКМ) и двумя видами гранат.
Основные противники в игре — солдаты, атакующие из автоматов и другого оружия (например, миномётов). Солдаты нападают поодиночке или группами. Иногда противники находятся в укрытиях (в окопах, за мешками с песком, различных строениях) или в технике (танках и вертолётах). За уничтожение противников начисляются игровые очки. Здоровье персонажа отображается индикатором (линией); чем больше здоровья останется к концу уровня, тем больше можно получить бонусных очков.
Также по ходу игры иногда встречаются мирные жители, которых нельзя уничтожать.
Боссов как таковых в игре нет. Однако в конце предстоит встретиться с финальным боссом — большим вертолётом Ми-24, несущих на себе несколько пулемётов, расположенных на крыльях и в носовой части.

### Mega Drive/Genesis
Игра представляет собой action с элементами шутера. В игре представлены два вида графического оформления: графика с использованием изометрической проекции, вертикального скроллинга и режима top-down (в основных уровнях) и трёхмерная графика (во время сражений с боссами).
По сюжету, Джон Рэмбо должен спасти своего командира полковника Траутмана из плена, в который тот попал во время боевых действий в Афганистане, а затем вместе выйти за пределы границы государства.
Игровой процесс заключается в следующем. Персонаж перемещается по шести уровням-локациям, уничтожает врагов, используя различное вооружение (автомат, нож, лук с разрывными снарядами и бомбы с часовым механизмом) и выполняет задания (зачистить территорию, спасти заложников, взорвать ящики с боеприпасами и др.). Боеприпасы к оружию можно пополнять в ходе уровня, собирая различные предметы (значки с изображёнными на них буквами A, B и т. д.). После каждого уровня происходит сражение с боссом — вертолётом или танком; при этом герой может использовать только один вид оружия (лук), регулируя его мощность.
Враги в игре — солдаты и пушки. Солдаты вооружены автоматами и могут передвигаться на машинах (грузовиках и джипах, позднее — танках), а также атаковать героя со сторожевых вышек. Пушки представляют собой стационарные сооружения, имеющие некоторый запас прочности и атакующие одиночными снарядами. Чаще всего они располагаются в проходах между стенами, преграждая путь; чтобы пройти далее по уровню, необходимо уничтожить пушку. На более поздних уровнях появляются танки; так же как и пушки, танки атакуют снарядами, но гораздо большей мощности.